# Campeonato Asiático de Atletismo de 2023 - 100 m masculino
A prova dos 100 metros masculino do Campeonato Asiático de Atletismo de 2023 foi disputada nos dias 13 e 14 de julho de 2023, no Estádio Nacional, em Banguecoque, na Tailândia.

## Recordes
Antes desta competição, os recordes mundiais e do campeonato nesta prova eram os seguintes:
|                       | Nome              | Nacionalidade | Tempo | Local  | Data                 |
| --------------------- | ----------------- | ------------- | ----- | ------ | -------------------- |
| Recorde mundial       | Usain Bolt        | Jamaica       | 9s 58 | Berlim | 16 de agosto de 2009 |
| Recorde do campeonato | Femi Seun Ogunode | Catar         | 9s 91 | Wuhan  | 4 de junho de 2015   |
| Recorde asiático      | Su Bingtian       | China         | 9s 83 | Tóquio | 1 de agosto de 2021  |

## Medalhistas
| Ouro                  | Prata                         | Bronze               |
| Hiroki Yanagita (JPN) | Abdullah Abkar Mohammed (KSA) | Hassan Taftian (IRI) |

## Cronograma
Todos os horários são locais (UTC+7)
| Data        | Hora  | Evento    |
| ----------- | ----- | --------- |
| 13 de julho | 16:45 | Bateria   |
| 14 de julho | 16:45 | Semifinal |
| 14 de julho | 18:50 | Final     |

## Resultados

### Bateria
Qualificação: 3 atletas de cada bateria  (Q) mais os  6 melhores qualificados (q).
Vento:
 Bateria 1: 0.0 m/s, Bateria 2: +0.5 m/, Bateria 3: 0.0 m/s, Bateria 4: -0.5 m/, Bateria 5: +0.2 m/s, Bateria 6: +0.4 m/s
| Posição | Bateria | Atleta                  | Nacionalidade  | Tempo | Notas            |
| ------- | ------- | ----------------------- | -------------- | ----- | ---------------- |
| 1       | 4       | Hiroki Yanagita         | Japão          | 10.10 | Q, =             |
| 2       | 3       | Abdullah Abkar Mohammed | Arábia Saudita | 10.18 | Q                |
| 3       | 1       | Ryuichiro Sakai         | Japão          | 10.18 | Q                |
| 4       | 3       | Femi Ogunode            | Catar          | 10.19 | Q                |
| 5       | 2       | Muhd Azeem Fahmi        | Malásia        | 10.24 | Q                |
| 6       | 1       | Imran Rahman            | Bangladesh     | 10.25 | Q,               |
| 7       | 6       | Yang Chun-han           | Taipé Chinesa  | 10.25 | Q                |
| 8       | 6       | Chen Jiapeng            | China          | 10.36 | Q                |
| 9       | 3       | Shajar Abbas            | Paquistão      | 10.37 | Q,               |
| 10      | 5       | Hassan Taftian          | Irão           | 10.40 | Q                |
| 11      | 1       | Ngần Ngọc Nghĩa         | Vietname       | 10.41 | Q                |
| 12      | 4       | Marc Brian Louis        | Singapura      | 10.43 | Q                |
| 13      | 5       | Lin Yu-hsien            | Taipé Chinesa  | 10.44 | Q                |
| 14      | 2       | Lee Hong Kit            | Hong Kong      | 10.46 | Q                |
| 14      | 6       | Shak Kam Ching          | Hong Kong      | 10.46 | Q                |
| 16      | 5       | Barakat Al-Harthi       | Omã            | 10.46 | Q                |
| 17      | 1       | Khairul Hafiz Jantan    | Malásia        | 10.46 | q                |
| 18      | 4       | Chen Guanfeng           | China          | 10.47 | Q                |
| 19      | 3       | Noureddine Hadid        | Líbano         | 10.48 | q                |
| 20      | 1       | Park Won-jin            | Coreia do Sul  | 10.48 | q                |
| 21      | 6       | Lee Shim-on             | Coreia do Sul  | 10.50 | q                |
| 22      | 3       | Natawat Imaudom         | Tailândia      | 10.57 | q                |
| 23      | 4       | Soraoat Dabbang         | Tailândia      | 10.60 | q                |
| 24      | 3       | Hadi Sudirman           | Indonésia      | 10.60 |                  |
| 25      | 2       | Ali Anwar Al-Balushi    | Omã            | 10.61 | Q                |
| 26      | 2       | Vitaliy Zems            | Cazaquistão    | 10.62 |                  |
| 27      | 2       | Mark Lee                | Singapura      | 10.63 |                  |
| 28      | 6       | Ildar Akhmadiyev        | Tajiquistão    | 10.67 |                  |
| 29      | 4       | Aimat Tulebayev         | Cazaquistão    | 10.77 |                  |
| 30      | 2       | Sorsy Phompakdy         | Laos           | 10.78 | Recorde nacional |
| 31      | 1       | Alisher Sadulayev       | Turquemenistão | 10.81 |                  |
| 32      | 5       | Chan Kin Wa             | Macau          | 10.83 |                  |
| 33      | 5       | Favoris Muzrapov        | Tajiquistão    | 10.86 |                  |
| 34      | 1       | Bilal Thiyab            | Jordânia       | 10.87 |                  |
| 35      | 3       | Xaidavahn Vongsavanh    | Laos           | 10.91 |                  |
| 36      | 4       | Chanyourong Noeb        | Camboja        | 11.07 |                  |
| 37      | 2       | Ahmed Najudhaan Abdulla | Maldivas       | 11.20 |                  |
| 38      | 4       | Aayush Kunwar           | Nepal          | 11.20 |                  |
| 39      | 6       | Shivaraj Parki          | Nepal          | 11.22 |                  |
| 40      | 6       | Safar Ali Ahmadi        | Afeganistão    | 11.89 |                  |
| 98      | 5       | Wais Ahmad Atayee       | Afeganistão    | DSQ   |                  |
| 99      | 5       | Nasser Mahmoud Mohammed | Arábia Saudita | DNS   |                  |

### Semifinal
Qualificação: 2 atletas de cada bateria  (Q) mais os  2 melhores qualificados (q).
Vento:
 Bateria 1: -0.6 m/s, Bateria 2: 0.0 m/, Bateria 3: +0.3 m/s
| Posição | Bateria | Atleta                  | Nacionalidade  | Tempo | Notas |
| ------- | ------- | ----------------------- | -------------- | ----- | ----- |
| 1       | 2       | Hiroki Yanagita         | Japão          | 10.14 | Q     |
| 2       | 2       | Hassan Taftian          | Irão           | 10.19 | Q     |
| 3       | 1       | Ryuichiro Sakai         | Japão          | 10.23 | Q     |
| 4       | 3       | Abdullah Abkar Mohammed | Arábia Saudita | 10.24 | Q     |
| 5       | 2       | Femi Ogunode            | Catar          | 10.24 | q     |
| 6       | 3       | Yang Chun-han           | Taipé Chinesa  | 10.33 | Q     |
| 7       | 1       | Muhd Azeem Fahmi        | Malásia        | 10.35 | Q     |
| 8       | 1       | Chen Jiapeng            | China          | 10.38 | q     |
| 9       | 3       | Chen Guanfeng           | China          | 10.38 |       |
| 10      | 3       | Marc Brian Louis        | Singapura      | 10.39 | =     |
| 11      | 3       | Imran Rahman            | Bangladesh     | 10.40 |       |
| 12      | 2       | Shajar Abbas            | Paquistão      | 10.45 |       |
| 13      | 1       | Lin Yu-hsien            | Taipé Chinesa  | 10.46 |       |
| 14      | 2       | Soraoat Dabbang         | Tailândia      | 10.47 |       |
| 15      | 3       | Noureddine Hadid        | Líbano         | 10.48 |       |
| 16      | 2       | Khairul Hafiz Jantan    | Malásia        | 10.50 |       |
| 17      | 2       | Lee Hong Kit            | Hong Kong      | 10.53 |       |
| 18      | 3       | Ngần Ngọc Nghĩa         | Vietname       | 10.53 |       |
| 19      | 1       | Shak Kam Ching          | Hong Kong      | 10.57 |       |
| 20      | 3       | Lee Shim-on             | Coreia do Sul  | 10.59 |       |
| 21      | 1       | Barakat Al-Harthi       | Omã            | 10.60 |       |
| 98      | 2       | Ali Anwar Al-Balushi    | Omã            | DNF   |       |
| 99      | 1       | Park Won-jin            | Coreia do Sul  | DNS   |       |
| 99      | 1       | Natawat Imaudom         | Tailândia      | DNS   |       |

### Final
A final ocorreu no dia 14 de julho às 18:50.
Vento: 0.0 m/s
| Posição           | Raia | Atleta                  | Nacionalidade  | Tempo | Notas           |
| ----------------- | ---- | ----------------------- | -------------- | ----- | --------------- |
| Medalha de ouro   | 5    | Hiroki Yanagita         | Japão          | 10.02 | Recorde pessoal |
| Medalha de prata  | 6    | Abdullah Abkar Mohammed | Arábia Saudita | 10.19 |                 |
| Medalha de bronze | 4    | Hassan Taftian          | Irão           | 10.23 |                 |
| 4                 | 2    | Femi Ogunode            | Catar          | 10.25 |                 |
| 5                 | 7    | Muhd Azeem Fahmi        | Malásia        | 10.25 |                 |
| 6                 | 3    | Ryuichiro Sakai         | Japão          | 10.26 |                 |
| 7                 | 1    | Chen Jiapeng            | China          | 10.30 |                 |
| 8                 | 8    | Yang Chun-han           | Taipé Chinesa  | 10.31 |                 |

Legenda
| Recorde mundial       | Recorde mundial (World record)               |                       | Recorde africano                      | Recorde africano (African) |                                           | Q | Classificado por posição (Qualified) |
| Recorde do campeonato | Recorde do campeonato (Championship record)  | Recorde da América    | Recorde da América (Americas)         | q                          | Classificado por melhor tempo (Qualified) |   |                                      |
| Melhor marca do ano   | Melhor marca do ano (World leading)          | Recorde asiático      | Recorde asiático (Asian)              | DNS                        | Não largou (Did not start)                |   |                                      |
| Recorde nacional      | Recorde nacional (National record)           | Recorde europeu       | Recorde europeu (European)            | DNF                        | Não terminou (Did not finish)             |   |                                      |
| Recorde pessoal       | Recorde pessoal do atleta (Personal best)    | Recorde da Oceania    | Recorde da Oceania (Oceania)          | DSQ / DQ                   | Desclassificado (Disqualified)            |   |                                      |
| Recorde da temporada  | Recorde da temporada do atleta (Season best) | Recorde sul-americano | Recorde sul-americano (South America) | NM                         | Sem marca (No mark)                       |   |                                      |